# Staro Selo, Pernik
Staro Selo (în bulgară Старо Село) este un sat în comuna Radomir, regiunea Pernik,  Bulgaria. 

## Demografie
Componența etnică a satului Staro Selo
     Bulgari (90,96%)
     Nicio identificare (9,03%)
     Altele (0%)
La recensământul din 2011, populația satului Staro Selo era de 177 locuitori. Din punct de vedere etnic, majoritatea locuitorilor (90,96%) erau bulgari. Pentru 9,03% din locuitori nu este cunoscută apartenența etnică.